# Jangnyang-dong
Jangnyang-dong (koreanska: 장량동) är en stadsdel i staden Pohang i provinsen Norra Gyeongsang i den östra delen av Sydkorea, 260 km sydost om huvudstaden Seoul. Den ligger i det norra stadsdistriktet, Buk-gu.